# Sofie Muller

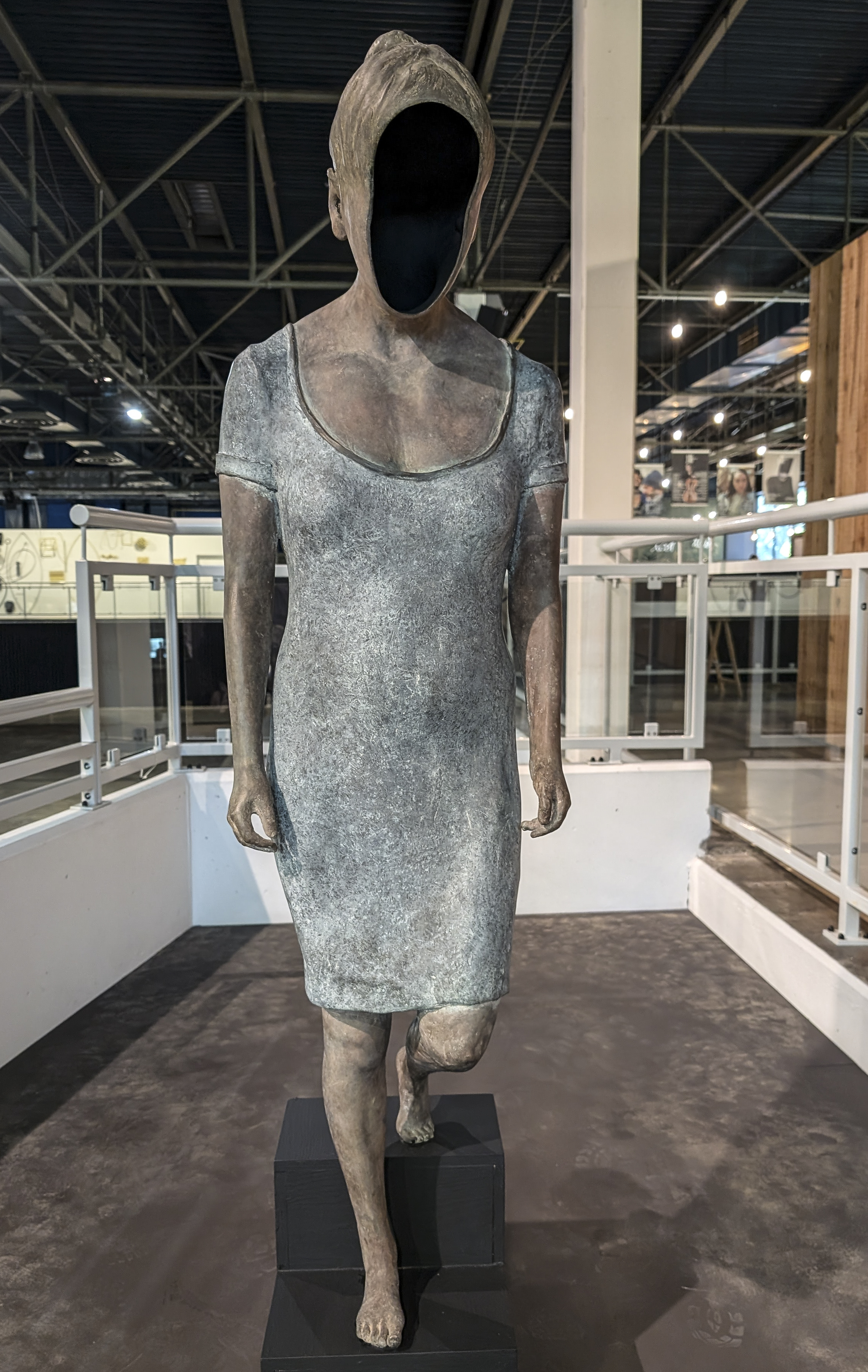
Mijnwerkersvrouw

Sofie Muller (Sint-Niklaas, 1974) is een Belgische kunstenares. Ze woont en werkt in Gent.

## Biografie
Sofie Muller komt uit een familie van antiquairs en ontwikkelde al op jonge leeftijd een voorliefde voor (antieke) kunst en ambacht. In 1996 behaalde ze een meestergraad Schilderkunst aan de Koninklijke Academie voor Schone Kunsten in Antwerpen. De jaren daarop gaf ze les aan Sint-Lucas academie in Gent en behaalde ze een Meestergraad Vrije Grafiek en Beeldhouwkunst. Ondertussen is Muller al meer dan tien jaar zelfstandig kunstenaar waarbij ze wordt vertegenwoordigd door Galerie Geukens & De Vil.
In België toonde ze haar werk in verschillende instituten waaronder MHKA, Antwerpen, KMSK, Antwerpen; Dr. Guislain Museum, Gent; C-Mine, Genk; FeliXart Museum, Drogenbos. In 2018 werd haar oeuvre bekroond met de prestigieuze prijs ‘Laureaat van de Academie’, uitgereikt door de Koninklijke Vlaamse Academie van België voor Wetenschap & Kunst.
Sinds enkele jaren maakt haar werk sterke opmars in het buitenland. Zo volgden een aantal projecten in Polen mekaar in snel tempo op, waaronder een duo-tentoonstelling met Robert Kusmirowski in Biala Galeria (2016) en groepstentoonstellingen in de National Gallery of Art, Sopot (2015) en Museum Of Contemporary Art, Krakau (2016). Daaropvolgend werd Muller uitgenodigd voor een soloproject in de gerenommeerde galerie Michaela Stock in Wenen (2018). In 2017 werd haar werk geselecteerd voor de tentoonstelling Intuition in Palazzo Fortuny tijdens de Biënnale van Venetië In Frankrijk stelde ze verschillende keren tentoon in Fondation Francès, Senlis en ook in Duitsland kent het publiek appreciatie voor haar werk. Zo exposeerde ze reeds in Kunstmuseum Solingen (2017), bij Martin Kudlek in Keulen en in Kunsthalle Nürnberg (2013).
Buiten Europa zette ze haar eerste stappen met een duo tentoonstelling met Gabriel de la Mora in Proyectos Monclova, Mexico-Stad (2019) en groepstentoonstellingen in 21c Museum Hotel, Oklahoma (2017), Kunstraum, Brooklyn (2016), Chelsea Art Museum, New York (2009), Gallery Maskara, Mumbai, (2012) en Academy of Fine Arts, Tianjin, China (2007). In 2020 wordt er een solotentoonstelling verwacht in Galerie Fox Jensen in Sydney, Australië.

## Oeuvre

### Vroeger werk
Mullers vroegste werk bestaat voornamelijk uit beelden van kinderen en adolescenten in gepatineerd brons. Sculpturen als Shemale (2005) of Tristan (2007) tonen de kunstenares’ fascinatie voor lichamelijke vervormingen, seksuele identiteit en kinderlijke trauma’s. De kinderen lijken opgesloten in hun innerlijke leefwereld, iets dat versterkt wordt door het opzettelijke afwezig laten van ogen.
Beelden als Jesse (2008), bestaande uit marmer en epoxy, of Eve (2007) borduren verder op deze thema’s en tonen hoe Muller experimenteert met organische materialen als bloed, vuur en rook. Andere voorbeelden zijn Barbara (2012), een 19e-eeuws beeld van de patroonheilige van de mijnwerkers dat in een video door vuur wordt verteerd, Brandt (2011), een jongen wiens zwaar verbrande en voortslepende hoofd roetsporen achterlaat op de muur, of Clarysse (2011), een meisje zittend in een rij verkoolde lessenaars met de handen naar boven. Waar het hoofd zou moeten zitten is niet meer dan een brandvlek. Als aanvulling op deze ‘vuurbeelden’ maakt Muller rooktekeningen door middel van een procedé met kaars en papier, aangevuld met bloed, aquarel of radiografieën.
Muller groeide op in een familie van antiquairs, waar ze van jongs af aan kreeg aangeleerd om vakmanschap als belangrijkste maatstaf te gebruiken. Dit past ze ook toe als kunstverzamelaar. De kunstenares verzamelt kunst en curiosa, waarbij ze een fascinatie heeft voor de menselijke anatomie, medische instrumenten en labomaterialen. Deze objecten en voorwerpen worden dan ook geregeld verwerkt in haar oeuvre.

### Psychonomics
Met de reeks Psychonomics in 2014 worden haar sculpturen rauwer. Vervormde en verbrande hoofden in verschillende groottes, zijn verbonden met medische voorwerpen en labo-instrumenten, een verwijzing naar de koude medische wereld en de manipulatie ervan op de mens. Door gebruik te maken van kleine magneten die bevestigd zijn in het hart van ieder hoofd, worden magnetische velden gecreëerd waardoor sommige gezichten naar mekaar toetrekken terwijl anderen afstoten.
Sleutelwerken zijn de mobiel HM02MG, waarmee de kunstenares een minimaatschappij creëert waarin communicatie ver te zoeken is, en Nucleus Hg, een sculptuur bestaande uit een web van armen met hoofden, vertrekkend van een glazen hart gevuld met kwik. Het is een verwijzing naar de existentiële gedachte dat onze vrijheid relatief is vermits we vanaf de geboorte onderhevig zijn aan externe invloeden en manipulatie.

### Alabaster Mentalis
In 2015 begint Muller zich te verdiepen in ambachtelijk steenkappen. Het was een 16e-eeuwse piëta uit haar privécollectie die haar inspireerde om te werken met albast, een zachte en semi transparante steen met een sterk geaderd oppervlak die voor de kunstenares zeer dicht aanleunt bij de menselijke huid. Soms combineert ze de albast met andere materialen zoals travertijn, marmer, kristal of mineralen. Gedurende twee jaar volgde Muller een klassieke opleiding bij een steenkapper uit Sint-Niklaas om de basisbeginselen van het metier meester te worden. Vervolgens zet ze de techniek naar haar hand. Het zijn niet de mooie blokken steen, maar de atypische en gehavende stukken, vol erosie, die ze gebruikt om 'mentale portretten' te creëren. De hoofden verbeelden psychische kwetsuren.
In 2016 presenteerde Muller haar albasten hoofden voor het eerst in combinatie met klassieke beelden in een solotentoonstelling bij Galerie Geukens & De Vil. Tijdens de tentoonstelling Ecce Homo in Antwerpen (2016-17) toonde ze een dubbelhoofd in dialoog met een middeleeuws beeld van Christus en Johannes de Evangelist. In 2019 werd dit werk aangekocht door de Universiteit van Antwerpen waarna het geplaatst werd in een nis van het altaar van de neogotische kapel van de Grauwzusters. Het illustreert hoe haar beelden een brug vormen tussen historische kunst en de hedendaagse kunstwereld.
De albasten portretten worden gevolgd door een reeks bloedtekeningen van lichamen op albasten platen. Ook hier gebruikt de kunstenares organische materialen zoals bloed en rook. Het zijn levende materialen waarbij de ouderdom van het bloed het resultaat bepaalt en het ijzer in het bloed reageert met de steen en de lucht, wat bepaalde lichaamsdelen een grijsgroene kleur verleent. Het resultaat houdt midden tussen toeval, bepaald door chemische reacties, en artistieke wil.
In een voortdurend onderzoek naar La condition humaine gebruikt Sofie Muller het lichaam en het portret als middel om een universeel mensbeeld te scheppen. Ze verhaalt de duistere en existentiële kant van de mens, gevormd door de verschillende fases in zijn levenspad.

## Referentielijst
1. ↑  About | Sofie Muller. www.sofiemuller.be. Geraadpleegd op 31 mei 2020.
2. ↑  Van Der Speeten, Geert, "Op atelierbezoek bij kunstenares Sofie Muller.
Oude wonden, nieuwe littekens.", 10 november 2017. Geraadpleegd op 31 mei 2020.
3. ↑  Sofie Muller. Geraadpleegd op 31 mei 2020.
4. ↑  Laureaat van de academie - Klasse kunsten. Geraadpleegd op 31 mei 2020.
5. ↑  (en) Izabela Kowalczyk & Anna Nawrot (2016). Sofie Muller. Mental Sculptures with Robert Kusmirowski. Galeria Biala. ISBN 978-83-62191-28-4.
6. ↑  (en) Axel Vervoordt (mei 2017). Intuition. Merz.
7. ↑  (en) Expositions with artist: Sofie Muller. Geraadpleegd op 31 mei 2020.
8. ↑  (en) Overzicht artikels over 'Pentimento' met Sofie Muller & Gabriel de la Mora. Geraadpleegd op 31 mei 2020.
9. ↑  (fr) Duplat, Guy, "Sofie Muller, l'artiste qui révèle les blessures", 10 april 2018. Geraadpleegd op 31 mei 2020.
10. ↑  (en) Lodermeyer, Peter  (Oktober 2015). Sofie Muller. Mental Sculptures. Sculpture  Vol 34. No 8
11. ↑  (en) Indra Devriendt (2017). Sofie Muller. Alabaster Mentalis. Hannibal. ISBN 9789492677020.
12. ↑  Truyts, Philippe, "Kunst op de universiteit: bijzonder beeld Sofie Muller siert kapel Grauwzusters", 5 februari 2019. Geraadpleegd op 31 mei 2020.
13. ↑  Wouter Verbeke, Alabaster Mentalis (januari 2017). Gearchiveerd op 27 november 2020. Geraadpleegd op 31 mei 2020.